# Эритроплакия
Эритроплакия (эритоплазия) (от др.-греч. ἐρυθρός — «красный» и πλάξ, πλακός — «плоскость, поверхность») — заболевание слизистой оболочки, которое проявляется как стойкое красное пятно и характеризуется значительной степенью дисплазии эпителия и способностью к малигнизации. Известны эритроплакия слизистой оболочки рта и шейки матки.

## Этиология и патогенез
Этиология эритроплакии достоверное не определена. Для эритроплакии слизистой оболочки рта к основным факторам возникновения относятся:
- курение, употребление алкоголя, острой и горячей пищи;
- вирус папилломы человека, Candida albicans
- механическое повреждение: травмы губ, острые стенки кариозных зубов, пломбы, протезы, неправильный прикус, гальванизм, термические ожоги при курении

Отмечается влияние заболеваний желудочно-кишечного тракта, вследствие которых нарушается усвоения витамина А, ответственного за процессы кератинизации, а также сахарного диабета и нарушений обмена холестерина.
Этиология эритроплакии шейки матки неизвестна.

## Клиническая картина
Эритроплакия появляется как чётко ограниченный участок неправильной формы ярко-красного цвета, иногда с участками помутнения. Очаг эритроплакии безболезненный, без уплотнения подлежащих тканей и регионарных лимфоузлов. При длительном существовании эритроплакии происходит атрофия нижележащих тканей. Эритроплакия самостоятельно не исчезает даже при прекращении действия негативного фактора, но наблюдаются периоды ремиссии, после которых на её поверхности снова появляются эрозии и язвы, а эритроплакия может озлокачествляться. Эритроплакия слизистой оболочки рта имеет сходство с болезнью Боуэна.
Исследование эритроплакии шейки матки показывает уплощение и атрофию эпителия и гиперплазию (в том числе атипичную) клеток базального слоя, вследствие чего это заболевание относят к предраковым состояниям. Эритроплакия шейки матки часто сопровождается кольпитом и цервицитом.

## Лечение и прогноз
Лечение эритроплакии — хирургическое с обязательным устранением повреждающего фактора и воспаления. Применяется также криодеструкция и лучевая терапия.
При своевременном лечении эритроплакия имеет благоприятный прогноз.